# Modèle murin
Pour les articles homonymes, voir Murin.
Le modèle murin est un modèle d'expérimentation animale utilisant des souris ou des rats, des cobayes ou des rongeurs en général[réf. nécessaire].

## Intérêt
Les souris sont les vertébrés les plus utilisés en expérimentation animale en raison notamment de leur petite taille et reproduction rapide mais principalement pour leur homologie avec le génome humain et leurs nombreuses similarités entre les organismes (anatomie, physiologie, biologie cellulaire...)[réf. nécessaire]. 

## Utilisations
Les souris sont largement utilisées pour étudier les maladies génétiques humaines, notamment parce qu'elles partagent 99 % de leurs gènes avec notre espèce. Le séquençage de leur génome en 2002 a permis le développement des premières souris transgéniques (modifiées génétiquement), permettant d'étudier le rôle de certains gènes dans diverses maladies ou pour désactiver leur système immunitaire avant de leur transplanter des cellules tumorales[réf. nécessaire].

### Exemples français récents
Depuis 2022, la base de données européenne ALURES fournit les résumés non techniques des projets d’expérimentation animale approuvés dans l’Union européenne. Des filtres sont disponibles pour y découvrir les plus récentes expériences approuvées utilisant des souris et/ou des rats. Des résumés de certains de ces projets, classés par espèce, niveau de souffrance et type de recherches, sont également fournis sur le site web documentaire spécialisé créé et entretenu par l’association One Voice.

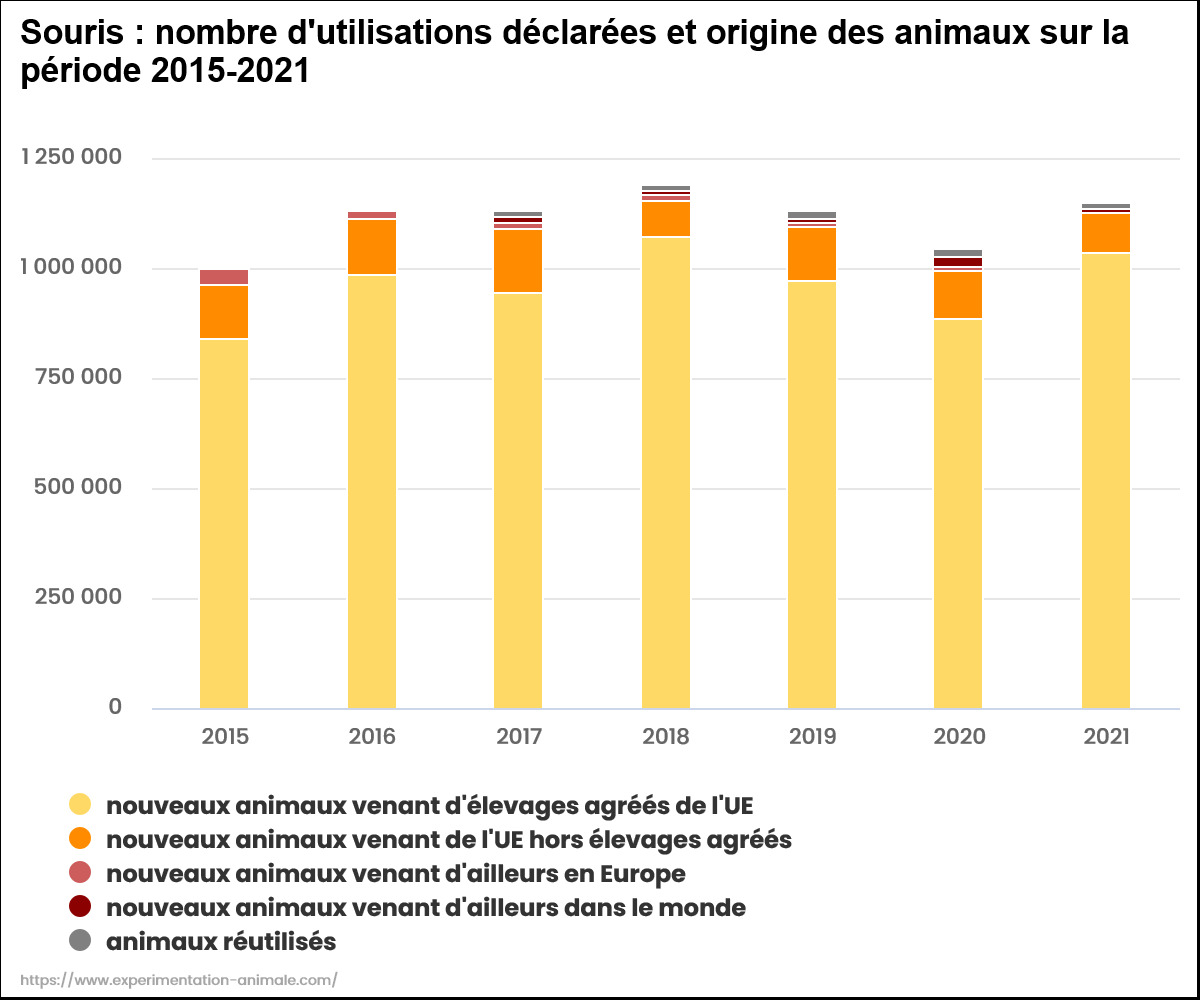
Nombre d'utilisations de souris par les laboratoires français
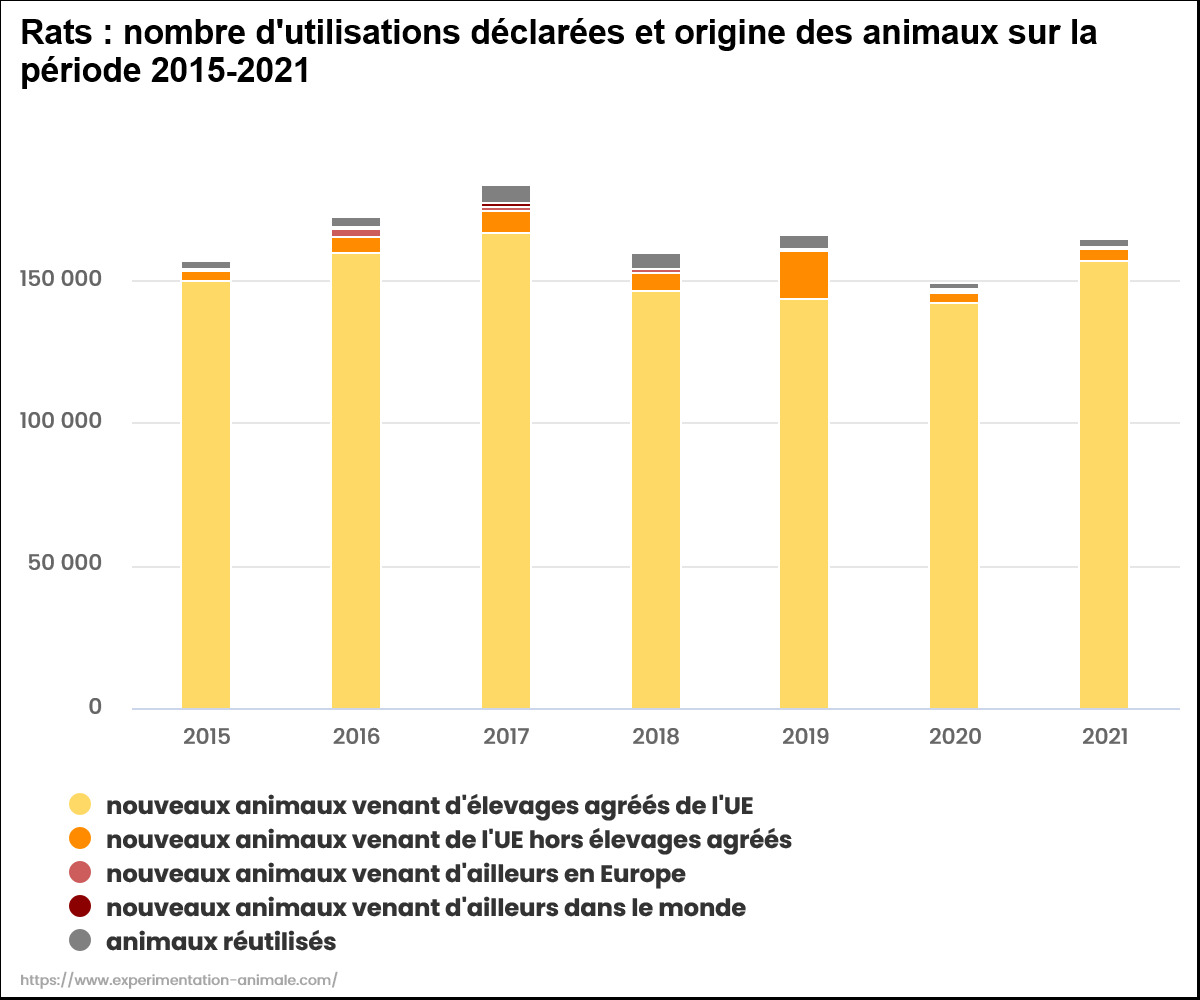
Nombre d'utilisations de rats par les laboratoires français

### Quelques chiffres
Au total, depuis 2015, plus d’un million de souris et cent cinquante mille rats sont utilisés chaque année dans les laboratoires français,. 
À l’échelle de l’Union européenne, plus de cinq millions de souris et environ un million de rats sont utilisés chaque année. 

## Souffrances
Les souris et les rats étant des animaux sentients, l’utilisation en laboratoire leur cause des souffrances physiques et/ou psychiques. 
La réglementation française et européenne définit quatre niveaux de souffrance en expérimentation animale : sans réveil, léger, modéré, sévère. D’après la réglementation, la classification « est fondée sur les effets les plus graves que risque de subir un animal donné après mise en œuvre de toutes les mesures de raffinement appropriées » – il s’agit donc des souffrances endurées par les animaux malgré l’utilisation d’anesthésiques et d’analgésiques.
Cette classification ne prend pas en considération les souffrances inhérentes à la captivité elle-même. Les normes minimales définies par la réglementation française permettent de constater que trois ou quatre souris adultes peuvent être détenues dans une cage de la taille d’une demi-feuille A4 (330 cm²), et deux à quatre rats adultes dans une cage un peu plus grande qu’une feuille A3 (1500 cm²).
Dans la mesure où de telles conditions de vie ne seraient jamais acceptées pour des personnes humaines, l'utilisation des rongeurs et d'autres animaux en laboratoire repose sur le spécisme et est régulièrement dénoncée par divers groupes de défense des animaux.